# Judith Barsi

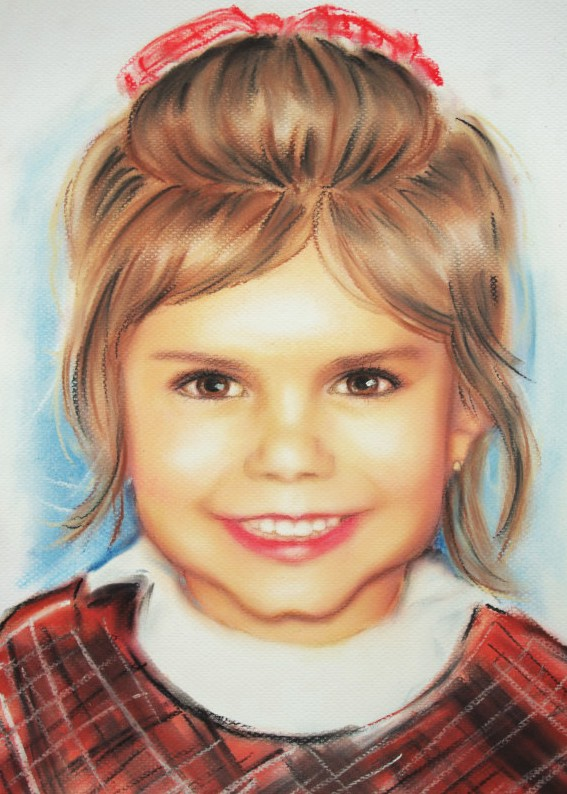

Judith Eva Barsi (* 6. Juni 1978 in Los Angeles; † 25. Juli 1988 ebenda) war eine US-amerikanische Kinderdarstellerin.

## Leben
Judith war die Tochter von Jozsef Barsi und Maria Benko, zwei ungarischen Immigranten. Schon früh träumte die Mutter davon, dass ihre Tochter Schauspielerin werden sollte. Im Alter von fünfeinhalb Jahren stand Judith Barsi zum ersten Mal in einem Werbespot für einen Donald-Duck-Orangensaft vor der Kamera. In den folgenden Jahren spielte sie in mindestens 50 Werbespots, etlichen Fernsehserien und auch einigen größeren Kinofilmen mit.
Im Zuge des Erfolges der Tochter zeigten sich beim Vater, einem Alkoholiker, zunehmend paranoide Züge. Sowohl Judith als auch Maria Barsi äußerten mehrfach gegenüber Freunden und Verwandten, dass Jozsef Barsi ihnen gegenüber gewalttätig wurde und sie in ständiger Angst vor ihm lebten. Judith Barsi musste deshalb psychologische Hilfe in Anspruch nehmen. Gegenüber Nachbarn soll Jozsef Barsi mehrfach angekündigt haben, seine Frau und seine Tochter töten zu wollen. Die lokale Kinder- und Jugendfürsorge wurde eingeschaltet – legte den Fall jedoch unter anderem aus Gründen der Überlastung 1988 vorzeitig zu den Akten.
Nach mehreren vorangegangenen Bedrohungen erschoss Jozsef Barsi am 25. Juli 1988 seine zehnjährige Tochter und seine Frau, die sich von ihm scheiden lassen wollte. Zwei Tage später zündete er das gemeinsame Haus an und beging Suizid. Judith wurde mit ihrer Mutter im Forest Lawn Memorial Park in Los Angeles beigesetzt.

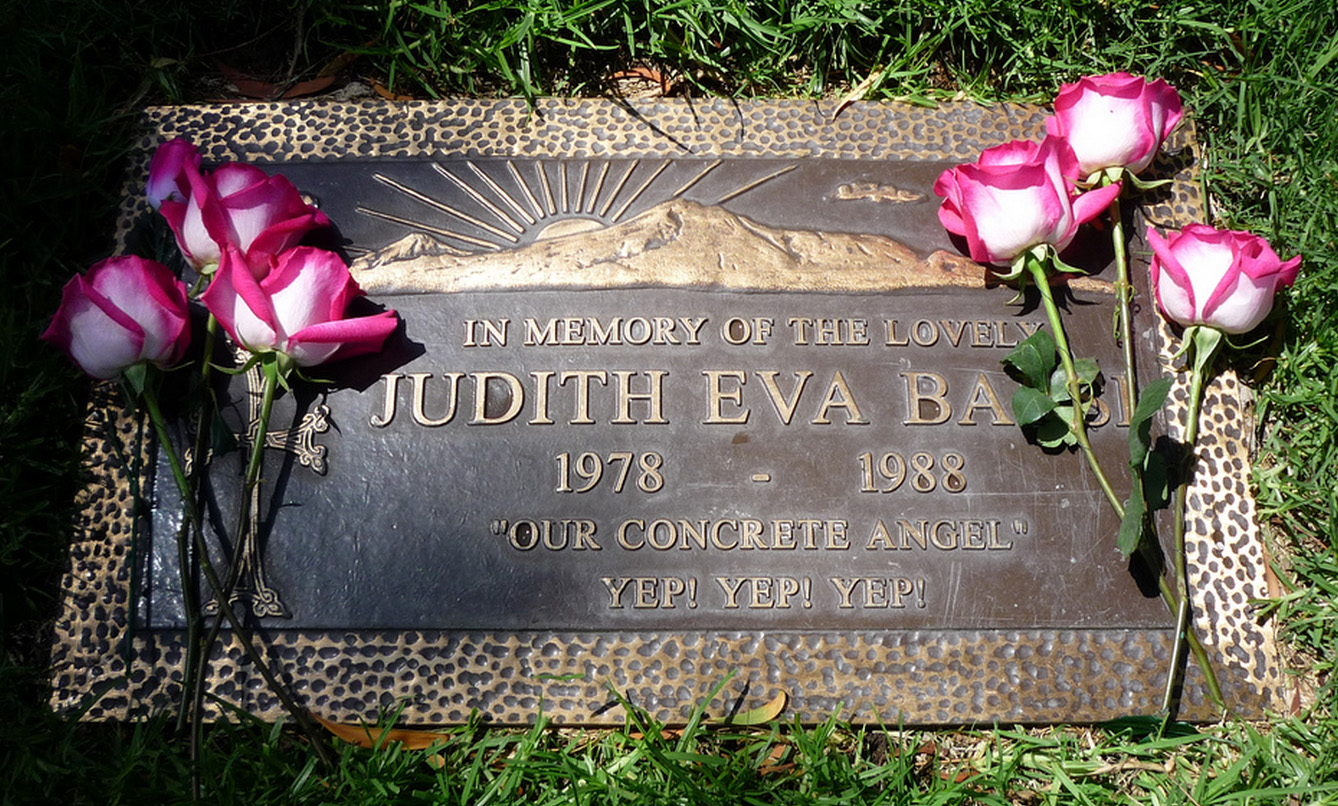
Barsis Grabmal

## Filmografie (Auswahl)
- 1984: Ich bin kein Mörder (Fatal Vision, Miniserie, zwei Folgen)
- 1984: Jessie (Fernsehserie, eine Folge)
- 1985: Unter der Sonne Kaliforniens (Knots Landing, Fernsehserie, eine Folge)
- 1985: Kids Don’t Tell (Fernsehfilm)
- 1985: Vergesst die Liebe nicht (Do You Remember Love, Fernsehfilm)
- 1985: Unbekannte Dimensionen (The Twilight Zone, Fernsehserie, eine Folge)
- 1985: There Were Times, Dear (Fernsehfilm)
- 1985: Ein Colt für alle Fälle (The Fall Guy, Fernsehserie, eine Folge)
- 1986: Remington Steele (Fernsehserie, eine Folge)
- 1986: Punky Brewster (Fernsehserie, zwei Folgen)
- 1986: Trapper John, M.D. (Fernsehserie, eine Folge)
- 1986: Cheers (Fernsehserie, eine Folge)
- 1986: Cagney & Lacey (Fernsehserie, eine Folge)
- 1986: The New Gidget (Fernsehserie, eine Folge)
- 1986: Der Tiger (Eye of the Tiger)
- 1986: Love Boat (Fernsehserie, zwei Folgen)
- 1987: Straße nach Nirgendwo (Destination America, Fernsehfilm)
- 1987: Blondinen sterben früher (Slamdance)
- 1987: Der weiße Hai – Die Abrechnung (Jaws: The Revenge)
- 1987–1988: Die Tracey Ullman Show (Fernsehserie, zwei Folgen)
- 1988: Unser lautes Heim (Growing Pains, Fernsehserie, eine Folge)
- 1988: Chefarzt Dr. Westphall (St. Elsewhere, Fernsehserie, eine Folge)
- 1988: Junge Schicksale – A Family Again (ABC Afterschool Specials: A Family Again, Fernsehfilm)
- 1988: In einem Land vor unserer Zeit (The Land Before Time, Stimme von Ducky)
- 1989: Charlie – Alle Hunde kommen in den Himmel (All Dogs Go to Heaven, Stimme von Anne-Marie)